# Lac Comeau (rivière Rupert)
Pour les articles homonymes, voir Comeau et Lac Comeau.
Le lac Comeau est un plan d'eau douce du versant Nord de la rivière Rupert, dans Eeyou Istchee Baie-James, dans la région administrative du Nord-du-Québec, dans la province de Québec, au Canada.
Le bassin versant du lac Badeau est desservi indirectement par la route forestière route 167 (sens nord-sud) passe à 77,3 km à l'est en remontant le cours de la rivière Takwa pour se diriger vers le nord. La foresterie constitue la principale activité économique du secteur; les activités récréotouristiques en second.[réf. nécessaire]
La surface du lac Comeau est habituellement gelée de la fin octobre au début mai, toutefois la circulation sécuritaire sur la glace se fait généralement de la mi-novembre à la fin d'avril.[réf. nécessaire]

## Géographie
- côté nord: lac Cabat, rivière Tichégami, lac Chamic, lac Mistamiquechamic, rivière Cauouatstacau;
- côté est: rivière Wabissinane, lac Fromenteau (rivière Wabissinane), rivière Pépeshquasati, lac Mistassini, lac Albanel;
- côté sud: rivière Rupert, lac Woollett, lac Bellinger, rivière Natastan, lac Capichinatoune;
- côté ouest: lac Thereau, lac Cawachagamite, lac Michaux, lac de la Butte de Roc, rivière Eastmain, rivière Rupert[1].

Situé au nord du lac Mistassini, le lac Comeau ressemble à un Y difforme dans le sens nord-sud. Ce lac comporte une superficie de 22,8 km2, une longueur de 20,7 km, une largeur maximale de 3,5 km et une altitude de 349 m.
Le lac Comeau comporte 15 îles, de nombreuses baies et presqu'îles. Les principales caractéristiques de ce lac sont:
Partie nord du lac (longueur: 8,8 km)
(description selon le sens horaire)
- une baie s'étirant sur 8,8 km vers le nord recueillant six décharges de lacs non identifiés; cette baie comporte cinq îles et une baie secondaire sur la rive est;
- une baie étroite s'étirant 8,0 km vers du nord-est recueillant six décharges de lacs non identifiés et comportant quatre îles[1].

Partie sud du lac (longueur: 10,1 km)
(description selon le sens horaire à partir du centre du lac)
- une décharge (venant de l'Est) de la rive est de lacs non identifiés;
- une montagne dont le sommet atteint 531 m à 0,8 km à l'est du lac;
- une décharge (venant du Sud) de lacs non identifiés;
- quatre petites presqu'îles rattachées à la rive Ouest du lac[1].

L'embouchure du lac Comeau est localisée au fond d'une baie de la rive Ouest du lac, soit à:
- 6,9 km à l'est d'un sommet de montagne de 536 m;
- 33,4 km à l'ouest du lac Baudeau;
- 45,8 km au nord du lac Bellinger lequel est traversé par la rivière Rupert;
- 115 km au nord-est de l'embouchure du lac Mesgouez lequel est traversé par la rivière Rupert;
- 69,3 km au nord-ouest de l'embouchure du lac Mistassini (confluence avec la rivière Rupert);
- 142 km au nord-ouest du centre-ville de Mistissini (municipalité de village cri);
- 205 km au nord du centre-ville de Chibougamau;
- 357 km au nord-est de la confluence de la rivière Rupert et de la baie de Rupert[1]

À partir de l'embouchure du lac Comeau, la décharge coule sur 7,2 km vers l'ouest en traversant deux lacs jusqu'à un grand lac non identifié. Puis le courant descend sur 12,1 km vers le sud-ouest jusqu'au lac des Pygargues (altitude: sur 331 m) que le courant traverse à son tour sur 8,6 km vers le sud-ouest. Puis le courant coule sur 20,0 km en formant un grand S en traversant deux autres lacs avant de rejoindre la rive nord  de la rivière Rupert. De là, le courant de la rivière Rupert coule vers le sud-ouest, notamment en traversant le lac La Bardelière et le lac Mesgouez, en se dirigeant vers l'ouest jusqu'à la rive est de la baie James.

## Toponymie
Le terme "Comeau" constitue un patronyne de famille d'origine française.[réf. nécessaire]
Le toponyme "lac Comeau" a été officialisé le 5 décembre 1968 par la Commission de toponymie du Québec, soit à la création de la commission.